# خواهر و برادرهای خانواده تودا
خواهر و برادرهای خانواده تودا (انگلیسی: Brothers and Sisters of the Toda Family) فیلمی در ژانر درام به کارگردانی اوزو یاسوجیرو است که در سال ۱۹۴۱ منتشر شد. از بازیگران آن می‌توان به چیشو ریو، شین سابورای، تاتسوئو سایتو و کونیکو میاکه اشاره کرد.